# Phước Vĩnh (thị trấn)
Phước Vĩnh là thị trấn huyện lỵ của huyện Phú Giáo, tỉnh Bình Dương, Việt Nam.

## Địa lý
Thị trấn Phước Vĩnh có vị trí địa lý:
- Phía đông giáp xã An Bình và xã Tam Lập
- Phía tây giáp xã Vĩnh Hòa và xã Phước Sang
- Phía nam giáp xã Tam Lập
- Phía bắc giáp xã An Bình.

Thị trấn Phước Vĩnh có diện tích 32,52 km², dân số năm 2021 là 15.082 người, mật độ dân số 464 người/km².

## Hành chính
Thị trấn Phước Vĩnh được chia thành 9 khu phố: 1, 2, 3, 4, 5, 6, 7, 8, 9.

## Lịch sử
Từ năm 1959 đến năm 1965, Phước Vĩnh là tỉnh lỵ của tỉnh Phước Thành. Sau khi giải thể tỉnh Phước Thành, xã Phước Vĩnh trở thành quận lỵ quận Phú Giáo, tỉnh Bình Dương (sau năm 1975 là huyện Phú Giáo).
Tháng 2 năm 1976, 3 tỉnh Bình Dương, Bình Long và Phước Long hợp nhất thành tỉnh Sông Bé, huyện Phú Giáo thuộc tỉnh Sông Bé.
Ngày 11 tháng 3 năm 1977, huyện Phú Giáo hợp nhất với huyện Đồng Xoài thành huyện Đồng Phú, xã Phước Vĩnh thuộc huyện Đồng Phú. Tuy nhiên, huyện lỵ huyện Đồng Phú đặt tại xã Đồng Xoài.
Ngày 1 tháng 8 năm 1994, Chính phủ ban hành Nghị định 74-CP về việc giải thể xã Phước Vĩnh để thành lập thành thị trấn Phước Vĩnh và xã Vĩnh Hòa.
Ngày 6 tháng 11 năm 1996, Quốc hội ban hành Nghị quyết chia tỉnh Sông Bé thành tỉnh Bình Dương và tỉnh Bình Phước và chuyển thị trấn Phước Vĩnh thuộc huyện Đồng Phú, tỉnh Bình Phước về huyện Tân Uyên, tỉnh Bình Dương quản lý.
Ngày 23 tháng 7 năm 1999, Chính phủ ban hành Nghị định 58/1999/NĐ-CP về việc chuyển thị trấn Phước Vĩnh thuộc huyện Tân Uyên về trực thuộc huyện Phú Giáo mới tái lập quản lý và thị trấn Phước Vĩnh trở lại là huyện lỵ huyện Phú Giáo.